# El águila del Imperio
El águila del Imperio (título original: Under the Eagle) es el primer libro de la serie Águila, de Simon Scarrow. Esta saga narra las peripecias de un legionario (optio) llamado Cato y su colega el centurión Macro en las legiones del Imperio Romano a mediados del siglo I d. C.

## Germania

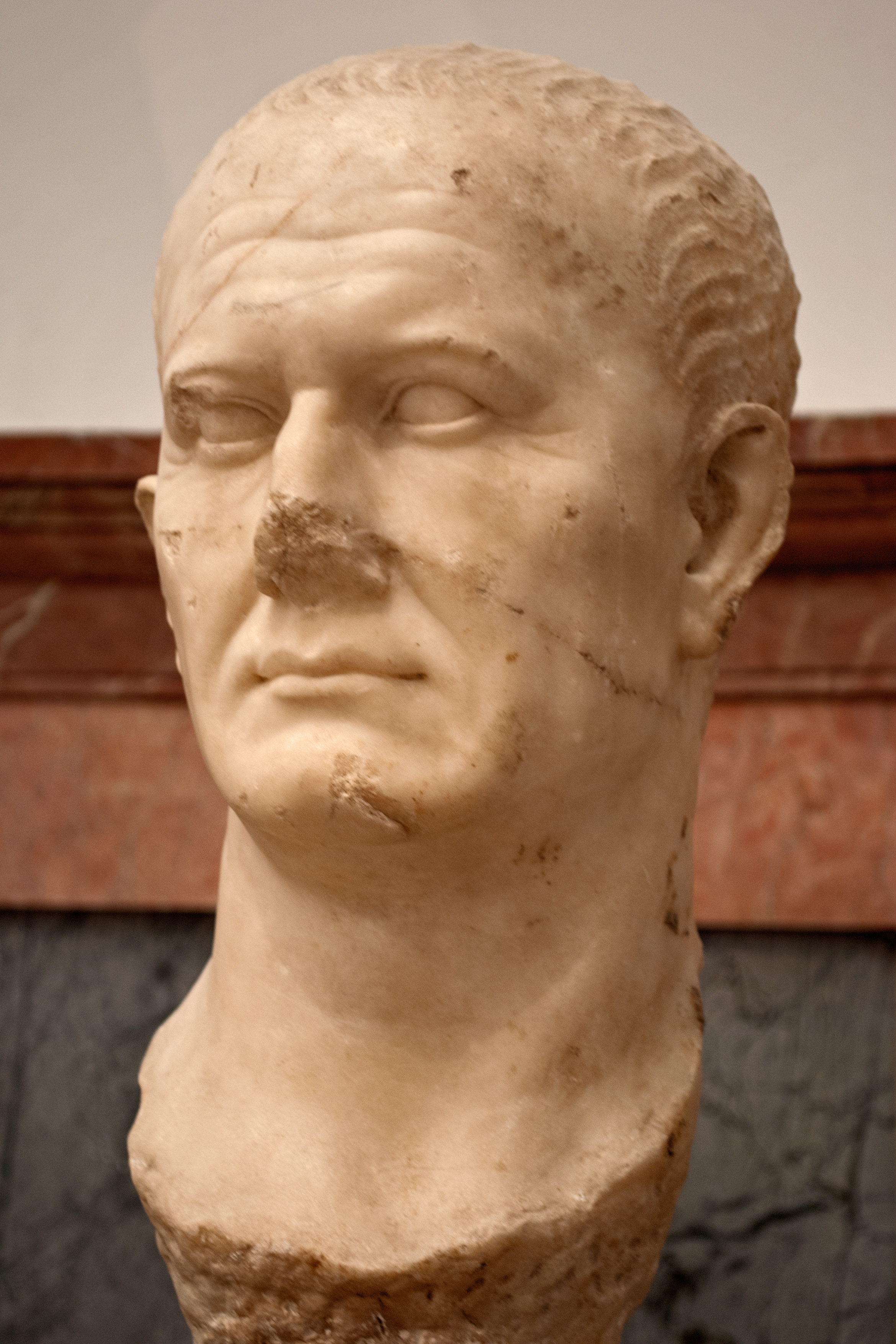
Busto de Vespasiano, uno de los personajes históricos que intervienen en la serie de novelas Águila.

En el prólogo de El águila del Imperio se narra un hecho ocurrido durante la primera invasión romana de Britania, por el año 55 a. C., en el que un grupo de legionarios, entre los que se encuentra su comandante Julio César, entierran un cofre con el dinero de las pagas en una ciénaga, debido a que se ha quedado atrapada en el barro; después de hacer un rudimentario mapa con la localización del tesoro, huyen de las bandas de guerreros britanos que los acosan hacia el último barco que zarpa de la orilla.
Luego la acción se traslada al cuartel de invierno de la Legio II Augusta a la orilla del Rin, en el año 43 d. C., al que llega una nueva tanda de reclutas en la que se encuentra el liberto Quinto Licino Cato con una carta del emperador Claudio para el legado de la legión, Vespasiano, en el que insta a ascender a optio al recluta Cato, lo que produce un rechazo inmediato hacia él por parte de sus compañeros, incluido su centurión Lucio Cornelio Macro, aunque luego Cato demuestra valor y coraje al salvar al centurión Macro de un grupo de germanos, durante una emboscada que sufre una cohorte mandada por el tribuno superior Aulo Vitelio en un pueblo a la otra orilla del Rin, en la que finalmente vencen gracias a la intervención del resto de la legión.

## Marcha por la Galia
La II Legión recibe la orden de unirse a otras legiones (IX, XIV y XX) bajo el mando del general Aulo Plautio que se están preparando para invadir Britania, por lo que abandonan el campamento de invierno y se dirigen a la costa gala para embarcar (el campamento sería ocupado por una cohorte auxiliar de Macedonia durante la ausencia de la II Legión). La centuria de Macro y Cato recibe la orden de escoltar al secretario imperial Tiberio Claudio Narciso hasta la ciudad donde embarcarán las tropas romanas. En el viaje son atacados por mercenarios sirios que tienen la misión de asesinar a Narciso y que suponen los envían senadores que desean un retorno a la República Romana. Finalmente, consiguen rechazar el ataque y continuar la marcha. En el puerto, Narciso debe abortar un motín de las tropas que son reticentes a cruzar el Canal de la Mancha, pues temen lo que encontrarán al otro lado debido a historias fantásticas que han oído. Narciso consigue matar a los líderes de la revuelta y logra que las tropas embarquen. Se descubre que el tribuno superior Vitelio trabaja para Narciso como espía para intentar identificar a otro espía de la legión que trabaja para los enemigos del emperador.

## Llegada a Britania
Al llegar a Britania, la II Legión debe avanzar tras las otras legiones que ya se han adentrado en territorio britano, pero el legado Vespasiano encarga al centurión Macro la misión secreta de localizar el arcón que un siglo atrás quedó enterrado en unas marismas cercanas. Macro, Cato y otros diez hombres se adentran en las marismas para localizar el arcón y cuando consiguen encontrarlo son atacados por el tribuno Vitelio y algunos mercenarios sirios. Los hombres de Macro consiguen repeler el ataque y Vitelio huye, pero en su huida localiza un ejército britano que avanza para atacar a la II Legión por sorpresa por lo que intentará avisar a sus compañeros. Macro, Cato y los legionarios supervivientes son también testigos del ejército que avanza hacia la II por lo que Cato toma un caballo e intenta avisar al legado Vespasiano de la emboscada. Pero no llega a tiempo y los britanos atacan a la legión. La lucha es desproporcionada y cuando los britanos están a punto de aniquilar la legión llegan refuerzos de la IX que había sido avisada por Vitelio. Tras la victoria, Macro y Cato acusan a Vitelio de intentar robar el arcón y cuando Vespasiano le pide explicaciones Vitelio reconoce que quería el dinero del arcón para él (traicionando así a Narciso y al emperador), para poder apoyar a quien quisiera en las futuras luchas por el poder. Pero consigue que Vespasiano no presente cargos cuando le hace ver que la espía de la legión que está conspirando contra el emperador es la propia mujer de Vespasiano, Flavia. Vespasiano y Vitelio tendrán que «pactar» para no desvelar lo que cada uno sabe del otro.